# 674 (číslo)
Šest set sedmdesát čtyři je přirozené číslo. Následuje po čísle šest set sedmdesát tři a předchází číslu šest set sedmdesát pět. Římskými číslicemi se zapisuje DCLXXIV a řeckými číslicemi χοδ.

## Matematika
674 je:
- Deficientní číslo
- Poloprvočíslo
- Nešťastné číslo

## Astronomie
- (674) Rachele je planetka hlavního pásu, kterou objevil v roce 1908 Wilhelm Lorenz

## Ostatní
- +674 je mezinárodní telefonní předvolba Nauru

## Roky
- 674
- 674 př. n. l.